# ЈЖ серија 05
ЈДЖ/ЈЖ серија 05 је универзална брзовозна парна локомотива са прегрејаном паром за вучу експресних, брзих и путничких возова на равничарским деоницама магистралних пруга. Било је укупно 40 локомотива ове серије у експлоатацији у Југословенским железницама од 1930. до 1972. године, а произведене су у немачкој фабрици локомотива „Шварцкопф“ у Берлину. Грађене су упоредо с локомотивама серије 06 и 30. Локомотива серије 05 показала се веома добра у саобраћају и важила је за једну од најбржих парних локомотива на пругама ЈДЖ. Постала је чувена по томе што је вукла најславнији воз у историји светских железница Симплон оријент.

## Порекло и развој
После Првог светског рата новоформирана држава наследила је веома различит железнички возни парк. Пошто је већи део земље имао оштећену или слабо развијену саобраћајну инфраструктуру планирана је свеобухватна обнова и проширење железничке мреже. У том смислу, за замену старих аустријских и српских локомотива Управа СХС државне железнице донела је план који је подразумевао велику набавку нових парних локомотива различите спецификације. Још пре рата Управа СДЖ имала је пословне везе са водећом берлинском фабриком локомотива, која су крунисана са развојем и настанком серија СДЖ 121 и 151. Почетком 1920-их, од истог произвођача је на име ратне репарације наручено 120 локомотива серије 121, касније пренумерисане у 01.
Водећи инжињери Машинског одељења државне железнице СХС поставили су главне услове у пројектовању три нове универзалне локомотиве по угледу на нови немачки систем стандарда парних локомотива из 1925. године (стандардне парне локомотиве), што поред истог котла подразумева и што већу унификацију делова код различитих локомотива како би смањило њихове трошкове експлоатације. Стручњаци државне железнице СХС који су одредили главне карактеристике, конструисање локомотива су повериле берлинском Шварцкопфу. С обзиром на то да су у исто време, поред серије 05, наручене и локомотиве серије 06 и 30, захтевало се да локомотиве све три нове серије имају што више заједничких међусобно замењивих делова.
Дирекција ЈДЖ потписала је уговор 1929. године са берлинским фабрикама локомотива Борсиг и Шварцкопф о куповини три серије парних локомотива у 110 примерака, које би требало да буду изграђене по узору на универзални стандард:
- А 2'Ц1 „за вучу брзих путничких возова“ (05 серија)
- А 1'Д1 „за вучу тешких путничких и брзих возова“ (серија 06)
- 1'Е „за вучу тешких теретних возова“ (серија 30)

Све три серије локомотива имале су велик број истих делова. Иако су обе фабрике, Борсиг и Шварцкопф, формирале заједничку радну групу за израду пројекта, оне су поделиле посао код серијске производње. Шварцкопф је преузео производњу локомотива за експресни воз (05), а Борсиг друге две серије. За релативно кратак временски период, од 1923. до 1930. године, Дирекција ЈДЖ-а набавила је 230 нових парних локомотива (серије 01, 05, 06 и 30), чиме је дугорочно обезбедила стабилност у железничком саобраћају на пругама нормалног колосека.

## Радни век
ЈЖ серија 05 предвиђена је за вучу тешких експресних возова на равничарским пругама односно коришћење у Славонији, Срему и Поморављу. Шварцкопф је испоручио 1930. године ЈДЖ-у 40 локомотива са фабричким бројем од 9607 до 9646. У почетку, нове локомотиве су носиле ознаку СХС 389, да би 1933. години биле пренумерисане у ЈДЖ 05, а 1954. године у ЈЖ 05. Од 1930. због набавке брзовозних локомотива ЈДЖ серије 05 значајно је скраћено време вожње. Од тада, чисто време вожње возова О. С. и С. О. (Симплон оријент) од Београда до Ниша износило је 3 сата и 34 минута, у супротном смеру 3 сата и 50 минута, а време путовања износило је 3 сата и 45 минута. Састав воза је био девет четвороосовинских кола, а маса воза је била 450 тона. Максимална брзина ових возова износила је 100 км/ч. Од 1946. до 1959. године најбржи возови на прузи Београд—Ниш који су саобраћали на релацији Париз—Атина били су ПА/АП чије је чисто време вожње у смеру ка Нишу износило 4 сата и 6 минута, у супротном смеру 4 сата и 15 минута, а време путовања 4 сата и 17 минута. Састав воза кретао се између осам и 10 четвороосовинских кола, а маса воза била је од 400 до 500 тона. Максимална брзина била је 100 км/ч, а на раљском успону 65 км/ч. Вучу ових возова и даље су обављале парне локомотиве серије 05. Техничке брзине у смеру Београд—Ниш и у супротном смеру износиле су 59,51 и 57,41 км/ч, док су комерцијалне брзине за те смерове износиле 56,96 и 54,83 км/ч.

## Техничке карактеристике
Локомотиве све три серије имале су једнаке:
- локомотивски котао,
- водочистаче,
- прегрејаче,
- арматуру,
- ложишне решетке,
- управљачницу (популаран назив „кухиња“),
- округле параразводонике,
- кормила Хеусингер,
- кочнице Божић,
- мазалице и
- тендере са два окретна постоља.

Заједничко код локомотива те три серије било је и то што су имале граничну површину решетке од 5 квадратних метара, коју је ложач могао послуживати лопатом.